# Zendaya

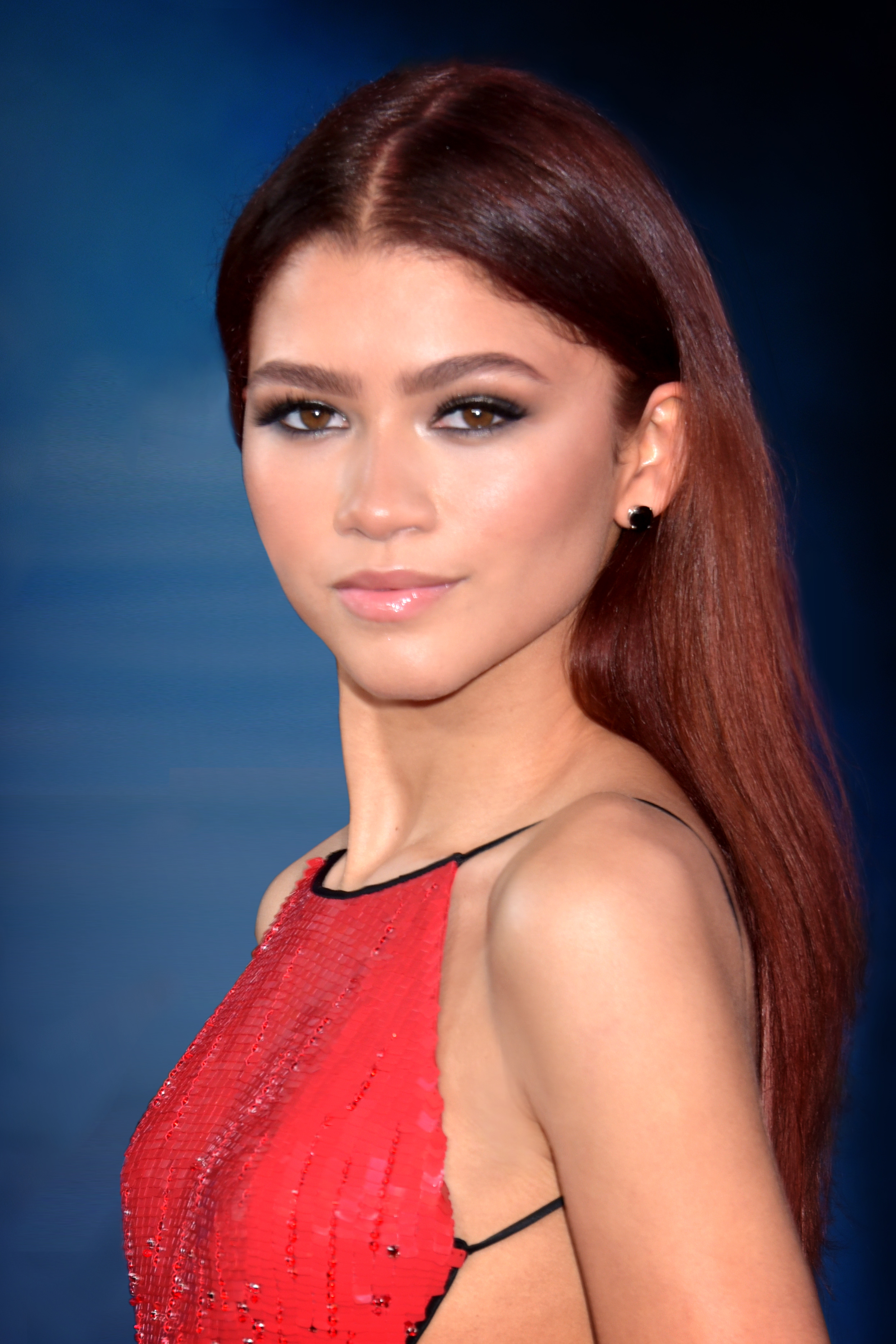
Zendaya (2019)

Zendaya (* 1. September 1996 in Oakland, Kalifornien, voller Name Zendaya Maree Stoermer Coleman) ist eine US-amerikanische Schauspielerin, Sängerin und Tänzerin. Bekannt wurde sie vor allem durch die Rollen der Raquel „Rocky“ Blue in der Disney-Serie Shake It Up – Tanzen ist alles (2010–2013) und als Spionin K.C. Cooper in der Serie K.C. Undercover (2015–2018). Seit 2019 spielt sie Rue Bennett in Euphoria, wofür sie 2020 und 2022 jeweils einen Emmy als beste Hauptdarstellerin in einer Dramaserie gewann.

## Leben
Zendaya wurde unter dem Namen Zendaya Coleman am 1. September 1996 in Oakland im US-Bundesstaat Kalifornien als Tochter der deutsch-schottischen Claire Stoermer und des Afroamerikaners Kazembe Ajamu (Coleman) geboren. Der Name Zendaya stammt aus der Sprache Shona und bedeutet „Danke sagen“. Zendayas Eltern waren von 2008 bis 2016 verheiratet. Sie hat väterlicherseits fünf ältere Halbgeschwister.
Ihre Mutter arbeitete beim California Shakespeare Theater als Hausmeisterin, weshalb Zendaya bereits früh in Verbindung mit der Schauspielerei kam. Sie trat dort in zahlreichen kleineren Bühnenproduktionen auf und half ihrer Mutter oft bei der Arbeit. Später ging sie auf die Oakland School for the Arts, dort spielte sie unter anderem in dem Musical Once on This Island mit. Außerdem nahm sie am CalShakes Conservatory Programm teil und besuchte das American Conservatory Theater. Zendaya war unter anderem in den Theaterstücken Richard III., Was ihr wollt und Wie es euch gefällt zu sehen. Heute lebt sie in Los Angeles.
Seit 2021 ist sie mit Tom Holland, ihrem Co-Star von Spider-Man, liiert.

## Karriere
Ihre professionelle Karriere begann Zendaya als Model bei Macy’s, Mervyns und Old Navy. Sie spielte, an der Seite von Stefanie Scott, in einem Werbespot für ein iCarly-Spielzeug mit. Außerdem war sie als Backgroundtänzerin in einem Werbefilm für Sears zu sehen und tanzte in diversen Musikvideos mit.
Von 2010 bis 2013 spielte Zendaya in der Disney Channel Original Series Shake It Up – Tanzen ist alles mit. Sie übernahm die Rolle der braveren und immer optimistisch gestimmten Raquel „Rocky“ Blue, an der Seite von Bella Thorne, die ihre beste Freundin Cecelia „CeCe“ Jones spielte. Ihr Filmdebüt gab sie 2012 an der Seite von Bella Thorne und Stefanie Scott in dem Disney Channel Original Movie Beste FReinde. Ein Fernsehfilm zur Fernsehserie Shake It Up wurde im August 2012 in Form einer mehrteiligen Folge gezeigt. Zendaya bekam zudem Gastauftritte in weiteren Disney-Serien, darunter Meine Schwester Charlie, PrankStars und A.N.T.: Achtung Natur-Talente.
Von März bis Mai 2013 nahm Zendaya an der 16. Staffel von Dancing with the Stars, die US-amerikanische Version von Strictly Come Dancing teil. Sie und ihr Partner, Valentin Chmerkovskiy, belegten nach Kellie Pickler und ihrem Partner Derek Hough den zweiten Platz. Mit ihren damals 16 Jahren war sie die bisher jüngste Teilnehmerin der Fernsehsendung. Im September 2013 brachte sie ihr erstes eigenes Album unter dem Titel Zendaya heraus.
Nachdem der Disney Channel Shake It Up im November 2013 nach drei Staffeln eingestellt hatte, übernahm sie im Juni 2014 im Disney Channel Original Movie Ferngesteuert die Hauptrolle der Zoey Stevens. Außerdem stand sie für den Disney-Pilotfilm Super Awesome Katy in der Hauptrolle der Katy Cooper vor der Kamera, der später unter dem Namen K.C. Undercover eine Serienbestellung für 2015 erhielt. Die Serie wurde von Januar 2015 bis Februar 2018 auf dem Sender ausgestrahlt.
Für den Herbst 2014 plante der Fernsehsender Lifetime einen Fernsehfilm über die verstorbene Sängerin Aaliyah zu produzieren. Zendaya sollte dabei in die Rolle der R&B-Sängerin schlüpfen und vier Songs neu aufnehmen. Zendaya entschied sich jedoch einige Tage später dafür, aus dem Projekt auszusteigen. Ihren Platz übernahm Mitte Juli Alexandra Shipp.
2017 war sie in der Filmbiografie Greatest Showman über den Zirkuspionier P. T. Barnum als Anne Wheeler zu sehen. Ebenfalls war sie in der 2017 erschienenen Comicverfilmung Spider-Man: Homecoming neben Tom Holland in der Rolle der Michelle „MJ“ Jones zu sehen. Dieselbe Rolle spielte sie in den Fortsetzungen Spider-Man: Far From Home (2019) und Spider-Man: No Way Home (2021). In der Serie Euphoria spielt sie die Rolle der Rue.
In dem Beziehungsdrama Malcolm & Marie von Sam Levinson ist sie an der Seite von John David Washington in einer der beiden Titelrollen zu sehen. In der im September 2021 veröffentlichten Neuverfilmung Dune von Regisseur Denis Villeneuve ist Zendaya in der Rolle der Chani zu sehen. 
2023 übernahm sie eine Hauptrolle als ehrgeizige Tennistrainerin in dem Tennis- und Beziehungsdrama Challengers unter der Regie von Luca Guadagnino, in der sie an der Seite von Mike Faist und Josh O’Connor zu sehen ist.
Ende Juni 2020 wurde sie ein Mitglied der Academy of Motion Picture Arts and Sciences.
Ihre deutsche Synchronstimme ist seit Beginn ihrer Karriere Marcia von Rebay, in Greatest Showman wurde sie einmalig von Anne Helm synchronisiert.

## Filmografie

### Filme
- 2011: Die großen Feenspiele (Pixie Hollow Games, Stimme von Fern)
- 2012: Beste FReinde (Frenemies, Fernsehfilm)
- 2014: Ferngesteuert (Zapped, Fernsehfilm)
- 2017: Spider-Man: Homecoming
- 2017: Greatest Showman (The Greatest Showman)
- 2018: Gans im Glück (Duck Duck Goose, Stimme von Lissy)
- 2018: Smallfoot – Ein eisigartiges Abenteuer (Smallfoot, Stimme von Meechee)
- 2019: Spider-Man: Far From Home
- 2021: Malcolm & Marie
- 2021: Space Jam: A New Legacy (Stimme von Lola Bunny)
- 2021: Dune
- 2021: Spider-Man: No Way Home
- 2024: Dune: Part Two
- 2024: Challengers – Rivalen (Challengers)

### Serien
- 2010–2013: Shake It Up – Tanzen ist alles (Shake it Up, 78 Episoden)
- 2011: Meine Schwester Charlie (Good Luck Charlie, Episode 2x13)
- 2011: PrankStars (Episode 1x03)
- 2012: A.N.T.: Achtung Natur-Talente (A.N.T. Farm, Episode 2x01)
- 2015: Black-ish (Episode 2x04)
- 2015–2018: K.C. Undercover (81 Episoden)
- 2019: The OA (3 Episoden)
- seit 2019: Euphoria

### Musikvideos
- 2013: Like We Grown (aus Trevor Jackson EP #NewThang)
- 2015: Bad Blood (aus Taylor Swifts Album 1989) (Cut-Throat)
- 2016: Lemonade (Musikfilm von Beyoncé)
- 2017: Versace on the Floor (aus Bruno Mars Album 24K Magic)

## Diskografie

### Studioalben
| Jahr | Titel   | Höchstplatzierung, Gesamtwochen, AuszeichnungChartsChartplatzierungen (Jahr, Titel, Platzierungen, Wochen, Auszeichnungen, Anmerkungen) | Anmerkungen                              |
| Jahr | Titel   | US | Anmerkungen                              |
| ---- | ------- | --- | ---------------------------------------- |
| 2013 | Zendaya | US51 (3 Wo.)US | Erstveröffentlichung: 17. September 2013 |

### EPs
- 2012: Shake It Up: Made in Japan (mit Bella Thorne)

### Singles
| Jahr | Titel Album                                         | Höchstplatzierung, Gesamtwochen, AuszeichnungChartplatzierungen (Jahr, Titel, Album, Platzierungen, Wochen, Auszeichnungen, Anmerkungen) | Höchstplatzierung, Gesamtwochen, AuszeichnungChartplatzierungen (Jahr, Titel, Album, Platzierungen, Wochen, Auszeichnungen, Anmerkungen) | Höchstplatzierung, Gesamtwochen, AuszeichnungChartplatzierungen (Jahr, Titel, Album, Platzierungen, Wochen, Auszeichnungen, Anmerkungen) | Höchstplatzierung, Gesamtwochen, AuszeichnungChartplatzierungen (Jahr, Titel, Album, Platzierungen, Wochen, Auszeichnungen, Anmerkungen) | Höchstplatzierung, Gesamtwochen, AuszeichnungChartplatzierungen (Jahr, Titel, Album, Platzierungen, Wochen, Auszeichnungen, Anmerkungen) | Anmerkungen                                                                        |
| Jahr | Titel Album                                         | DE | AT | CH | UK | US | Anmerkungen                                                                        |
| --- | --------------------------------------------------- | --- | --- | --- | --- | --- | ---------------------------------------------------------------------------------- |
| 2011 | Watch Me Shake It Up: Break It Down (Soundtrack)    | — | — | — | — | US86 Gold · (3 Wo.)US | Erstveröffentlichung: 21. Juni 2011 mit Bella Thorne                               |
| 2013 | Replay Zendaya                                      | — | — | — | — | US40 ×3Dreifachplatin · (21 Wo.)US | Erstveröffentlichung: 16. Juli 2013                                                |
| 2016 | Something New –                                     | — | — | — | — | US93 (3 Wo.)US | Erstveröffentlichung: 3. Februar 2016 feat. Chris Brown                            |
| 2018 | Rewrite the Stars The Greatest Showman (Soundtrack) | DE89 (3 Wo.)DE | AT52 Gold · (5 Wo.)AT | CH96 (1 Wo.)CH | UK16 ×3Dreifachplatin · (10 Wo.)UK | US70 ×3Dreifachplatin · (7 Wo.)US | Erstveröffentlichung: 20. Juli 2018 mit Zac Efron                                  |
| 2019 | All for Us Imagination & the Misfit Kid             | — | — | — | UK52 Gold · (9 Wo.)UK | US— GoldUS | Erstveröffentlichung: 30. Juni 2019 Verkäufe: + 1.250.000; Labrinth feat. Zendaya  |
| 2022 | I’m Tired Euphoria Season 2 (Soundtrack)            | — | — | CH64 (1 Wo.)CH | UK47 (3 Wo.)UK | US53 Gold · (4 Wo.)US | Erstveröffentlichung: 28. Februar 2022 Verkäufe: + 540.000; Labrinth feat. Zendaya |
| 2022 | Elliot’s Song Euphoria Season 2 (Soundtrack)        | — | — | — | — | US40 ×3Dreifachplatin · (21 Wo.)US | Erstveröffentlichung: 4. März 2022 mit Dominic Fike                                |
| Folgende Lieder erschienen nicht als Single, wurden aber durch das Album zum Download und Streaming bereitgestellt und konnten somit eine Platzierung erlangen: |                                                     | | | | | |                                                                                    |
| |                                                     | | | | | |                                                                                    |
| 2017 | The Greatest Show The Greatest Showman (Soundtrack) | — | AT— GoldAT | — | UK20 ×3Dreifachplatin · (34 Wo.)UK | US88 ×2Doppelplatin · (4 Wo.)US | mit Hugh Jackman, Zac Efron & Keala Settle                                         |
| 2017 | Come Alive The Greatest Showman (Soundtrack)        | — | — | — | UK55 ×2Doppelplatin · (10 Wo.)UK | — |                                                                                    |

Weitere Singles
- 2012: Something to Dance For
- 2012: Fashion Is My Kryptonite (mit Bella Thorne)
- 2013: Contagious Love (mit Bella Thorne)
- 2014: My Baby
- 2015: My Jam (Bobby Brackins feat. Zendaya and Jeremih)

## Auszeichnungen für Musikverkäufe
| Goldene Schallplatte - Dänemark - 2021: für das Lied Rewrite the Stars - Frankreich - 2022: für das Lied Rewrite the Stars - 2022: für das Lied The Greatest Show - 2023: für die Single All for Us - Griechenland - 2022: für die Single All for Us - Italien - 2021: für das Lied Rewrite the Stars - Japan - 2025: für das Streaming Rewrite the Stars - Kanada - 2023: für die Single I’m Tired - Österreich - 2022: für das Lied The Greatest Show | Platin-Schallplatte - Kanada - 2022: für das Lied Come Alive - Neuseeland - 2023: für die Single Replay - Polen - 2023: für die Single All for Us - Spanien - 2024: für das Lied Rewrite the Stars 2× Platin-Schallplatte - Australien - 2019: für die Single Replay - 2019: für das Lied The Greatest Show - 2019: für das Lied Rewrite the Stars 3× Platin-Schallplatte - Kanada - 2022: für das Lied Rewrite the Stars Diamantene Schallplatte - Brasilien - 2024: für die Single All for Us |

Anmerkung: Auszeichnungen in Ländern aus den Charttabellen bzw. Chartboxen sind in ebendiesen zu finden.
| Land/RegionAuszeichnungen für Musikverkäufe (Land/Region, Auszeichnungen, Verkäufe, Quellen) | Gold       | Platin       | Diamant  | Verkäufe  | Quellen             |
| -------------------------------------------------------------------------------------------- | ---------- | ------------ | -------- | --------- | ------------------- |
| Australien (ARIA)                                                                            | —          | 6× Platin6   | —        | 420.000   | aria.com.au         |
| Brasilien (PMB)                                                                              | —          | —            | Diamant1 | 160.000   | pro-musicabr.org.br |
| Dänemark (IFPI)                                                                              | Gold1      | —            | —        | 45.000    | ifpi.dk             |
| Frankreich (SNEP)                                                                            | 3× Gold3   | —            | —        | 300.000   | snepmusique.com     |
| Griechenland (IFPI)                                                                          | Gold1      | —            | —        | 10.000    | Einzelnachweise     |
| Italien (FIMI)                                                                               | Gold1      | —            | —        | 35.000    | fimi.it             |
| Japan (RIAJ)                                                                                 | Gold1      | —            | —        | —         | riaj.or.jp          |
| Kanada (MC)                                                                                  | Gold1      | 4× Platin4   | —        | 360.000   | musiccanada.com     |
| Neuseeland (RMNZ)                                                                            | —          | Platin1      | —        | 30.000    | radioscope.co.nz    |
| Österreich (IFPI)                                                                            | 2× Gold2   | —            | —        | 30.000    | ifpi.at             |
| Polen (ZPAV)                                                                                 | —          | Platin1      | —        | 50.000    | olis.pl             |
| Spanien (Promusicae)                                                                         | —          | Platin1      | —        | 60.000    | elportaldemusica.es |
| Vereinigte Staaten (RIAA)                                                                    | 3× Gold3   | 8× Platin8   | —        | 9.500.000 | riaa.com            |
| Vereinigtes Königreich (BPI)                                                                 | Gold1      | 8× Platin8   | —        | 5.200.000 | bpi.co.uk           |
| Insgesamt                                                                                    | 14× Gold14 | 29× Platin29 | Diamant1 |           |                     |

## Tourneen
- Swag it Out Tour (2012–2014)

## Auszeichnungen und Nominierungen
| Tabellarische Übersicht der Auszeichnungen und Nominierungen | Tabellarische Übersicht der Auszeichnungen und Nominierungen | Tabellarische Übersicht der Auszeichnungen und Nominierungen | Tabellarische Übersicht der Auszeichnungen und Nominierungen                                                                                           | Tabellarische Übersicht der Auszeichnungen und Nominierungen |
| Jahr                                                         | Auszeichnung                                                 | Für                                                          | Kategorie | Resultat                                                     |
| ------------------------------------------------------------ | ------------------------------------------------------------ | ------------------------------------------------------------ | --- | ------------------------------------------------------------ |
| 2011                                                         | Young Artist Award                                           | Shake It Up – Tanzen ist alles                               | Outstanding Young Ensemble in a TV Series (zusammen mit Bella Thorne, Davis Cleveland, Roshon Fegan, Adam Irigoyen, Kenton Duty und Caroline Sunshine) | Nominiert                                                    |
| 2011                                                         | J-14’s Teen Icon Awards                                      | Sie selbst                                                   | Iconic Triple Threat (Acting, Singing, and Dancing) | Nominiert                                                    |
| 2012                                                         | NAACP Image Award                                            | Shake It Up – Tanzen ist alles                               | Outstanding Performance in a Youth/Children’s Series or Special                                                                                        | Nominiert                                                    |
| 2012                                                         | Young Artist Award                                           | Shake It Up – Tanzen ist alles                               | Best Performance in a TV Series – Leading Young Actress                                                                                                | Nominiert                                                    |
| 2012                                                         | Young Artist Award                                           | Shake It Up – Tanzen ist alles                               | Outstanding Young Ensemble in a TV Series (zusammen mit Bella Thorne, Davis Cleveland, Roshon Fegan, Adam Irigoyen, Kenton Duty und Caroline Sunshine) | Nominiert                                                    |
| 2012                                                         | J-14’s Teen Icon Awards                                      | Shake It Up – Tanzen ist alles                               | Iconic TV Actress | Nominiert                                                    |
| 2013                                                         | Radio Disney Music Awards                                    | Fashion Is My Kryptonite                                     | Best Music Video | Nominiert                                                    |
| 2016                                                         | Nickelodeon Kids’ Choice Awards                              | K.C. Undercover                                              | Favorite Female TV Star | Gewonnen                                                     |
| 2017                                                         | Nickelodeon Kids’ Choice Awards                              | K.C. Undercover                                              | Favorite Female TV Star | Gewonnen                                                     |
| 2018                                                         | Nickelodeon Kids’ Choice Awards                              | K.C. Undercover                                              | Favorite Female TV Star | Nominiert                                                    |
| 2019                                                         | Nickelodeon Kids’ Choice Awards                              | K.C. Undercover                                              | Favorite Female TV Star | Gewonnen                                                     |
| 2020                                                         | Primetime Emmy Award                                         | Euphoria                                                     | Beste Hauptdarstellerin – Dramaserie | Gewonnen                                                     |
| 2022                                                         | Primetime Emmy Award                                         | Euphoria                                                     | Beste Hauptdarstellerin – Dramaserie | Gewonnen                                                     |
| 2025                                                         | Golden Globe Award                                           | Challengers – Rivalen                                        | Beste Hauptdarstellerin – Komödie/Musical | Nominiert                                                    |